# Djibril Soumaré
El Hadj Djibril Soumaré (Dakar, 7 gennaio 2003) è un calciatore senegalese, centrocampista dello Sheffield Utd, in prestito dal Braga.

## Carriera
Cresciuto nel Sahel Atlantic in Senegal, nel 2021 è stato ceduto in prestito al Braga, che lo ha assegnato alla formazione Under-18. Riscattato al termine della stagione, nel 2023 è stato assegnato alla squadra riserve in Liga 3 ed il 15 agosto ha debuttato in prima squadra nell'incontro di qualificazione per la Conference League vinto 4-1 contro il TSC Bačka Topola.
Il 19 luglio 2024 ha prolungato il contratto fino al 2027 ed è stato ceduto in prestito al Nacional.
Il 4 agosto 2025 viene preso in prestito con obbligo di riscatto dallo Sheffield Utd, in Football League Championship.

## Statistiche

### Presenze e reti nei club
Statistiche aggiornate al 4 agosto 2025.
| Stagione        | Squadra         | Campionato      | Campionato | Campionato | Coppe nazionali | Coppe nazionali | Coppe nazionali | Coppe continentali | Coppe continentali | Coppe continentali | Altre coppe | Altre coppe | Altre coppe | Totale | Totale |
| Stagione        | Squadra         | Comp            | Pres       | Reti       | Comp            | Pres            | Reti            | Comp               | Pres               | Reti               | Comp        | Pres        | Reti        | Pres   | Reti   |
| --------------- | --------------- | --------------- | ---------- | ---------- | --------------- | --------------- | --------------- | ------------------ | ------------------ | ------------------ | ----------- | ----------- | ----------- | ------ | ------ |
| 2023-2024       | Braga B         | TL              | 27         | 0          | -               | -               | -               | -                  | -                  | -                  | -           | -           | -           | 27     | 0      |
| 2023-2024       | Braga           | PL              | 0          | 0          | CP+CdL          | 1+0             | 0               | UEL+UECL           | 0+1                | 0                  | -           | -           | -           | 2      | 0      |
| 2024-2025       | Nacional        | PL              | 23         | 1          | CP+CdL          | 1+1             | 0               | -                  | -                  | -                  | -           | -           | -           | 25     | 1      |
| 2025-2026       | Sheffield Utd   | FLC             | -          | -          | FACup+CdL       | -               | -               | -                  | -                  | -                  | -           | -           | -           | -      | -      |
| Totale carriera | Totale carriera | Totale carriera | 50         | 1          |                 | 3               | 0               |                    | 1                  | 0                  |             | -           | -           | 54     | 1      |

## Palmarès

### Club

#### Competizioni nazionali
- Coppa di Lega portoghese: 1

Braga: 2023-2024